# Лілієцвіті
Лілієцвіті (Liliales) — порядок рослин класу однодольних (Liliopsida).
Переважно наземні цибулясті або кореневищні трав'янисті багаторічні рослини, рідше деревоподібні або ліани; квітки з характерним для однодольних тричленним типом будови, п'ятиколові, здебільшого правильні; оцвітина з двох кіл, найчастіше віночкоподібна; маточка складена з трьох плодолистків, з тригніздою зав'яззю і прямими, горизонтально розташованими насінними зачатками з центрально-кутовою плацентацією.
Обсяг порядку лілієцвітих систематики трактують всіляко.Різні дослідники відносять до нього від 6-10 і до 20 родин. З них найтиповішою є родина лілійні, що тісно пов'язана з іншими родинами порядку. Палеоботанічні дані свідчать про давність цієї групи рослин. Припускають, що лілієцвіті виникли від якихось примітивних раналієвих з класу дводольних і в свою чергу дали початок кільком лініям еволюції однодольних. Зокрема, внаслідок пристосування до комахозапилення розвинулись дві ентомофільні спеціалізовані лінії еволюції — бананоцвіті і дрібнонасінні, або орхідні. Спрощення квітки в зв'язку з переходом до вітрозапилення призвело до виникнення ряду анемофільних ліній розвитку однодольних — пальмоцвітих, осокоцвітих і злакоцвітих.
Родина лілійні. Багаторічні рослини з цибулинами, бульбоцибулинами або кореневищами, рідше дерев'янисті форми з деревоподібними стовбурами. Квітки двостатеві, актиноморфні, зібрані в різні суцвіття (китиця, волоть, зонтик, колос і ін.) рідше поодинокі; оцвітина проста, віночкоподібна, здебільшого яскраво забарвлена, шестичленна, з двох кіл, листочки її вільні або більш-менш зрослі; тичинок 6, маточка одна, складена з трьох плодолистків, з верхньою тригніздою зав’яззю; стовпчик один, рідше 3; плід — коробочка або ягода.

## Лілійні
Лілійні — велика (близько 2500 видів) родина, поширена майже по всій земній кулі, особливо в регіонах із сухим і теплим кліматом. У викопному стані деякі деревоподібні форми лілійних (драцени, сасапариль і ін.) відомі вже з верхньої крейди. Зокрема, сасапариль — деревоподібну сучасну ліану нижнього гірського поясу Західного Закавказзя знайдено радянським палеоботаніком А.М. Криштофовичем у третинних відкладах на р. Кринці в Донбасі. Тепер ця родина досягла високого рівня розвитку, про що свідчить велика різноманітність у будові і зовнішньому вигляді окремих родів. На цій підставі деякі систематики поділяють лілійні навіть на окремі родини, інші (Енглер) — на 10 підродин і багато триб залежно від характеру суцвіть, типу плодів і вегетативних органів. Дуже різноманітні в лілійних форми запилення; переважає ентомофілія. Досить поширене вегетативне розмноження цибулинами, бульбоцибулинами і кореневищами. Спостерігається видозміна стебел на філокладії (рускус).
Господарське значення родини досить значне. Серед лілійних є чимало корисних рослин: овочевих (цибуля, часник, черемша, спаржа), лікарських (конвалія, сабадила, чемериця, алое, морська цибуля і ін.), декоративних (тюльпан, гіацинт, лілія, драцена, еремурус, функія, юка й ін.). З ранньовесняних ефемерів, що прикрашають навесні наші ліси і степи, можна назвати проліски, дикоростучі тюльпани, зірочки, брандушку, веснянку й ін. Представників лілійних, що зустрічаються в нас у дикому стані і в культурі, можна поділити на такі групи:
1. Цибулинні рослини; листочки оцвітини вільні, рідше зрослі; плід — коробочка.
Лілія. Цибулини з черепичастими лусками. Квітки в китицях, рідше поодинокі, великі, запашні, яскраво забарвлені або чисто білі. Лілії є досить популярними декоративними рослинами. Для масової ґрунтової культури найчастіше використовують л. білу (L. candidum) родом з Кавказу; л. королівську (L. regale) і л. тигрову (L. tigrinum) з Китаю; л. тонколисту (L. tenuifolium) з Далекого Сходу й ін. Для оранжерейної культури придатні: л. золотиста, родом з Японії; л. красива з Східної Азії; л. королівська, л. довголиста й ін.
Цибуля. Суцвіття зонтикоподібні (цимозні). Листки м’ясисті, соковиті, трубчасті, жолобчасті, плескуваті. Для більшість видів роду цибулі характерний специфічний різкий часниковий запах, обумовлений наявністю в тканинах часникової ефірної олії (алілу). Цибуля і часник є давніми цінними овочевими рослинами. Вони багаті на антибіотики, які відкрив і докладно дослідив радянський ботанік Б.П. Токін, назвавши їх фітонцидами. Як пряні овочеві культури в нас розводять: цибулю ріпчасту, або городню, цибулю порей, часник з складною цибулиною з багатьма цибулинками-дітками, якими розмножується.
Проліска. Невеликі цибулинні ранні весняні лісові або осінні степові рослини з яскравими блакитними або фіолетово-ліловими квітками. Зокрема, у листяних лісах, переважно на Правобережжі України, рано навесні рясно цвіте проліска дволиста (S. bifolia) з блакитними квітками в китицях по 3-8 на загальному квітконосі. На Лівобережжі Україні поширена п. сибірська з яскраво-синіми пониклими квітками по 1, рідше по 2-3 на квітконосі. У степовій зоні зустрічається п. осіння з фіолетово-ліловими квітками, яка росте по краях подів. Як красиві декоративні багаторічники проліски заслуговують на широке введення в культуру в сади і парки.
2. Кореневищні деревоподібні або трав'янисті рослини; плід — коробочка.
Драцена і близький до нього рід кордиліна дико ростуть у субтропічних областях Африки, Азії і Австралії. Характерною рисою обох родів є здатність до вторинного потовщення стовбура; тому в окремих видів вони досягають часом значної товщини. Листки лінійні, довгі, зібрані пучками на кінцях пагонів. На Чорноморському узбережжі Кавказу (від Батумі до Сочі) часто в садах і парках розводять кордиліну південну, яку садівники звичайно називають драценою. В умовах холодного клімату її вирощують часто в оранжереях і як кімнатну культуру. З роду драцена відоме славнозвісне драконове дерево, родом з Канарських островів. Вік окремих дерев обчислюється в кілька тисяч років, а окружність їх стовбура може досягти 12—14 м. З стовбурів добувають смолу, яка на повітрі швидко стає червоною (так звана «драконова кров»).
Юка. Деревоподібні рослини з укороченим стовбуром і лінійними листками в пучках. Квітки білі, численні, у великих китицях. Досить декоративні рослини; походять з Південної і Центральної Америки. Відомо близько 30 видів. У Криму і на Кавказі найчастіше вирощують у відкритому ґрунті такі види, як юка нитчаста і ю. чудова. При легкому захисті на зиму ці види добре ростуть в умовах Києва, Львова, Ужгорода, Одеси й ін.
Алое. Багаторічні, часом деревоподібні сукуленти, з м'ясистими листками і стеблами. Поширені переважно в напівпустелях Африки. У нас здебільшого культивують як кімнатну й оранжерейну рослину алое деревоподібне. Сік з його листків під назвою сабур використовується в медицині. Він містить антраглікозиди і смолисті речовини. Свіжий сік використовують для заживлення ран і при туберкульозі. У великих дозах (0,5—1 г) сабур застосовують як проносне, у невеликих — для підвищення діяльності органів травлення.
Еремурус. Досить декоративні багаторічники з високими (до 2—2,5 м) стрункими і безлистими стеблами, що закінчуються великими щільними китицями красивих рожево-білих або кармінових квіток, їх у деяких видів буває до 500—800 у китиці. У культурі найчастіше вирощують еремурус могутній (Е. robustrus) з кар-міново-рожевими квітками, що походить із Середньої Азії. Розмножують еремуруси діленням кущів.
3. Кореневищні рослини; плід — ягода.
Холодок, або спаржа. Дводомні рослини з дуже галузистими стеблами. Листки дрібні, лускоподібні, в їх пазухах містяться пучки зелених, голчастих, укорочених гілочок, так званих кладодіїв. Квітки звичайно повислі; ягоди червоні. Найбільше в нашій флорі (луки, схили, степи) поширений так званий заячий холодок; під назвою спаржа вирощують як смачний делікатесний овоч. Як декоративні кімнатні і оранжерейні рослини найчастіше культивують два види, що походять з Південної Африки: холодок пірчастий і х. Шпренгера.
Вороняче око. Досить отруйна рослина. Усі її частини, особливо кореневище і ягоди, містять глікозид паридин і сапонін паристифин. Росте в тінистих вологих лісах. Має 4 листки в кільці. Оцвітина — з 8 листочків, розміщених у два кола; 4 зовнішніх зеленуватих і 4 внутрішніх жовтуватих. Тичинок також 8, у два кола. Ягода сизувато-чорна. Веснянка дволиста — невелика весняна рослина вологих листяних лісів з білими запашними квітками в китицях. Листочків оцвітини і тичинок по 4, у два кола. Ягода червона. Рускус колючий — дводомний вічнозелений напівкущ з різко вираженими дуже колючими філокладіями. Дико росте у сухих лісах і рідколіссях нижнього поясу Кримських і Кавказьких гір. Сасапариль висока — дерев'яниста чіпка колюча ліана з виткими вусиками при основі листків і сітчастим жилкуванням листків. У лісах Західного Закавказзя ця ліана місцями утворює непрохідні хащі.

## Амарилісові
Родина амарилісові. Близька до родини лілійних; відрізняється від неї нижньою зав'яззю, наявністю в деяких родів у зіві віночка чашоподібної коронки, або так званого привіночка, і деякими іншими другорядними рисами.
Відомо близько 1000 видів, поширених переважно в областях із сухим і теплим кліматом (країни Середземномор’я, Південна Африка, Мексика і Австралія). У складі родини є чимало красивих декоративних ґрунтових, кімнатних і оранжерейних та прядивних і ефіроолійних рослин.
Однією з перших ранніх весняних рослин нашої флори є підсніжник складчастий, що росте в гірських лісах Криму і квітне на початку березня або навіть у лютому. З-під снігу цвіте також підсніжник звичайний, який росте по узліссях у рівнинній частині. В обох видів квітки сніжно-білі; пониклі; у першого, крім того дуже запашні. Як красиву декоративну весняну рослину часто розводять на квітниках і в парках нарцис поетичний з білими запашними квітками і коротким оранжевим привіночком.
Великі, яскраво забарвлені і красиві квітки мають представники таких тропічних і субтропічних родів, як амариліс, клівія, кринум, гіпеаструм та ін., які в нас часто культивують як кімнатні і оранжерейні рослини. Досить цікавою декоративною і водночас важливою ефіроолійною рослиною є тубероза, що походить з Центральної Америки. Вона має добре розвинуті бульби (схожі на цибулини) і молочно-білі з чудовим запахом квітки; розводять її переважно на півдні (Крим, Кавказ) як декоративну. На батьківщині рослини з квіток туберози добувають ефірну олію, яка широко використовується в парфумерії.
У посушливих областях Мексики і Південної Америки досить поширений рід агава з товстими соковитими листками, зібраними в розетку. Листки деяких видів містять міцне волокно — сизаль, що йде на виготовлення канатів, шпагату, грубих тканин, мішків тощо. Як кімнатну й оранжерейну рослину (яку влітку часом виставляють у ґрунт для декорування терас, клумб, ваз і ін.) часто розводять у нас агаву американську, або столітник, з великими темно-зеленими або смугастими листками, колючими по краях. Цвіте агава, викидаючи величезну (до 10 м) квітконосну стрілку з великою кількістю квіток. Після цвітіння надземні органи відмирають.

## Діоскорейні
Родина діоскорейні. Багаторічні виткі ліани тропіків і субтропіків з кореневищами або бульбами, багатими на крохмаль. Листки чергові або в кільцях з сітчастим жилкуванням. Квітки непоказні, різностатеві: рослини дводомні; оцвітина шестичленна, вільна; зав'язь нижня, тригнізда; плід — коробочка або ягода. З 9 родів родини найчисленнішим є рід діоскорея, що налічує понад 600 видів. Деякі з них, як ямс, або китайська картопля, що є господарським аналогом справжнього батату, широко культивується як крохмалистий бульбоплід у Китаї, Японії, Південній Кореї. Скоростиглі сорти добре достигають у нас на Чорноморському узбережжі Кавказу.

## Півникові
Родина півникові. Багаторічні, сухопутні або болотяні рослини з кореневищами, бульбоцибулинами, рідше з цибулинами. Листки мечоподібні. Квітки такої самої будови,як у попередньої родини, але бувають і злегка зигоморфні; тичинок 3 (з внутрішнього кола редуковані); зав'язь нижня,, тригнізда; плід —коробочка. Відомо близько 1500 видів, поширених у різних широтах, особливо в Південній Африці і країнах Середземномор'я. Ряд видів є в культурі як декоративні (гладіолуси, півники) або пряні (шафран).
Шафран, крокус. Бульбоцибулинні рослини з лійкоподібними жовтими або голубими квітками, які мають досить довгі трубки, що починаються просто з бульбоцибулини. Стовпчик ниткоподібний, довгий, з цілими або роздільними приймочками. Як красиві декоративні рослини, що цвітуть рано навесні або пізно восени, деякі види розводять у садах і парках. З промисловою метою культивують шафран посівний і ш. красивий. Їх великі червоні або жовті приймочки використовують як прянощі в кондитерській промисловості, гастрономії (забарвлення сиру, ковбас, масла, лікерів тощо) і в медицині (при виготовленні деяких ліків).
Гладіолус, або косарик. Бульбоцибулинні рослини з яскравими, великими, злегка зигоморфними квітками, зібраними в рідкий однобічний колос. У культурі найбільше поширені сорти і форми г. великоквіткового і г. примулоподібного, що походять з Південної Африки. Це досить красиві декоративні рослини з великими ніжними квітками білого, рожевого, червоного, жовтого, фіолетового, оранжевого кольорів.

## Ситникові
Родина ситникові. Багаторічники, рідше однорічники, з лінійними або циліндричними листками з піхвами. Квітки непоказні, актиноморфні, зібрані в щитки, волоті, головки або напівзонтики; оцвітина шестичленна, у два кола; тичинок 6, рідше 3, зав'язь верхня, одно-, тригнізда; плід — коробочка. Хоч оцвітина в ситникових і непоказна, плівчаста або шкіряста (що зв'язано з вітрозапиленням), проте за будовою квіток вони дуже схожі з-лілійними, а за будовою вегетативних органів — з осоковими, почасти зі злаками. Тому їх часто розглядають як перехідну групу від лілієцвітих до осокових.
Ситникові охоплюють близько 350 видів, поширених у північних і помірних широтах. Найбільш поширений і численний (близько 30 видів) у нас рід ситник з потовщеними, циліндричними, шилоподібними або сплющеними листками. Ситники ростуть здебільшого на вогких заплавних і гірських луках, на болотах, по берегах водойм, а деякі на солонцях і солончаках. Місцями вони утворюють значні зарості, але економічне їх значення невелике; худоба їх зовсім не їсть або їсть погано.